# 男・ロマネスク
男・ロマネスク（おとこロマネスク）は、1982年10月から1983年3月まで東海ラジオ放送の制作で東海ラジオ他各局にて放送されていたラジオ番組。

## 概要
昭和9年（1934年）生まれの芸能人による親睦団体である昭和九年会のメンバーが出演して進行されていた番組。司会として玉置宏が毎週出演し、その他は同会のメンバーが2～3人週替わりで出演し、企画・構成も出演者自らが行っていた。ラジオ、テレビや他の仕事を全て入れても昭和九年会のメンバーが一堂に会した番組というのはこれが初めてだったという。
番組の冒頭には「この番組は企画・構成・出演全て戌年生まれのロマンの使者、一匹狼が群れを成す昭和九年会がお送りします。果たして番組のタイトル通りに進行しますかどうか？まあともあれ30分のうちに少しでもリスナーの皆様の耳に私共の本音が伝わりますれば…」という口上があった。
番組の始めには、その日の出演者が「男」について一言話すコーナーがあった。そしてゲスト出演者の「思い出の曲」をかけるコーナーがあり、そのためこのコーナーでは、古めの曲も多くかかっていた。
大京観光の一社提供。放送時間は各局とも、プロ野球シーズン中はプロ野球ナイター中継番組が編成されている時間帯であり、この番組はナイターオフ期間限定の番組であった。

## 放送されていた局
- 東海ラジオ放送（制作局）：日曜日 19:30 - 20:00
- 東北放送：日曜日 20:00 - 20:30
- アール・エフ・ラジオ日本：日曜日 20:30 - 21:00
- 毎日放送：土曜日 20:00 - 20:30
- 九州朝日放送：日曜18:30 - 19:00

（出典：）